# Compositrice
Une compositrice, terme attesté a minima dès 1847 mais que Catherine Deutsch fait remonter au xviie siècle, est une femme qui, comme le compositeur, pratique la composition musicale. La plupart des compositrices sont également instrumentistes, mais leurs conditions de vie les ont surtout poussées à pratiquer le chant, puis le clavecin, le luth et enfin le piano. La situation sociale des compositrices, du Moyen Âge à nos jours, a souvent évolué au cours des siècles, s'ouvrant notamment pendant la période baroque et le xxe siècle, tandis que des périodes comme le xixe siècle ont été beaucoup plus néfastes tant pour les droits des femmes de façon générale que pour l'accession des compositrices aux études musicales et la création de leurs œuvres, bien que certains de leurs collègues puissent les soutenir. Le développement depuis les années 1990 des études sur les compositrices permet de mieux comprendre l'évolution de leur statut et de rendre plus accessible leurs œuvres.
La possibilité d'avoir du temps pour soi, donc du temps pour composer, a été un élément important dans l'évolution du statut de compositrice. Cela a amené de nombreuses femmes de l'aristocratie, puis de la bourgeoisie, à se tourner vers cet art. L'accès à l'éducation, que ce soit grâce à des professeurs particuliers ou, plus tardivement, grâce aux institutions ayant ouvert leurs portes aux femmes, a aussi eu un rôle important. Ainsi, jusqu'au début du xixe siècle, beaucoup de compositrices sont soit aristocrates soit religieuses, tandis que le xixe siècle et le début du xxe siècle ont pu ouvrir la possibilité aux femmes de la bourgeoisie de composer. À partir du xxe siècle et dans le xxie siècle naissant, les institutions ont permis, en théorie, à toutes les femmes de composer. Mais un écart se fait toujours entre l'accessibilité théorique à la composition et la réalité des faits, puisque les compositrices sont encore peu nombreuses et leurs œuvres peu jouées.

## Antiquité
Sappho, poétesse mais aussi musicienne, est parfois surnommée la dixième muse. Son statut de poétesse et de musicienne lui donne un rang privilégié dans la société de la Grèce antique. Elle dirige une école, une thiase, qui sera nommée la « maison des Muses » et qui voue un culte à la déesse Aphrodite. En tant que musicienne, elle théorise cet art, et elle est notamment connue, selon Plutarque, comme ayant inventé le mode mixolydien. Plus tard, Cassienne de Constantinople, devenue higoumène, crée des hymnes religieux, des textes et des poèmes, lesquels ont été conservés. Pour la musicologue Diane Touliatos, il y a eu d'autres compositrices byzantines, mais les œuvres étant alors signées d'un titre, et non d'un nom, leur attribution demeure complexe. À cette époque, la musique repose intégralement sur les textes religieux. Cassienne de Constantinople est la seule compositrice citée par les hymnographes de l'Église byzantine. Si seules les œuvres de la compositrice ont été intégrées à la liturgie byzantine, il n'est pas impossible qu'il y ait eu d'autres compositrices à cette époque.

## Moyen Âge

### La musique profane: le cas des trobaïritz et des trouveresses

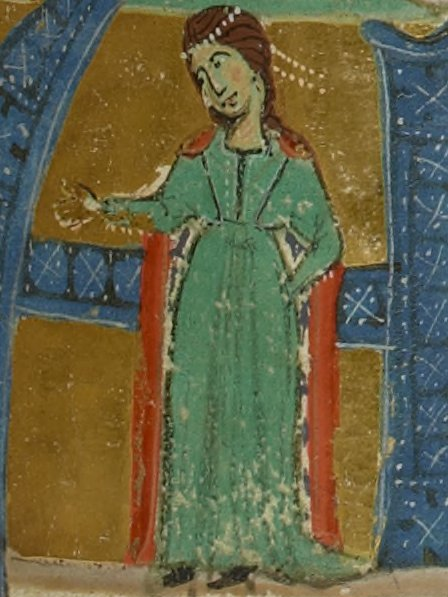
Enluminure représentant hypothétiquement Beatritz de Dia, manuscrit de la BnF.

En langue d'oc, le terme de troubadour est, dans sa version féminine, la trobaïritz. Ils décrivent tous deux la même fonction, de même qu'en langue d'oil, les termes trouvères et trouveresses. C'est parmi les trobaïritz que l'on trouve la première œuvre musicale composée par une femme : il s'agit de A chanter m'er de so q'ieu no volria de Beatritz de Dia. Grâce aux vidas et aux razos, on connaît quelques aspects des trobaïritz, et notamment de la comtesse de Die, puisqu'elle apparaît dans plusieurs vidas,. Ainsi, on sait d'elle qu'elle était noble et suffisamment éduquée pour composer canso et tenço,. D'A chantar m'er de so q'ieu no volria, unique poésie de la compositrice dont on a trouvé à la fois le texte et la musique, on suppose qu'elle est destinée à son amant, Raimbaut d'Orange. Il est à noter qu'elle est équivalente en qualité aux cansos des troubadours de la même époque comme Bernard de Ventadour ou Raimbaut d'Orange. Si A chantar m'er de so q'ieu no volria est la seule œuvre dont on a texte et musique, il existe trois autres cansos dont on ne possède que le texte, ainsi qu'un tenço entre elle et Raimbaut d'Orange. Au cours des XIIe et XIIIe siècles, une vingtaine de trobaïritz ont été identifiées et si elles sont bien moins nombreuses que les troubadours, leur musique compte parmi les plus anciennes à tradition écrite des femmes. De façon générale, elles s'intéressent plutôt à la question de la fidélité, et aspirent à la reconnaissance. Elles se battent aussi contre les rumeurs injustifiées tout en rappelant leurs amants à leurs devoirs. Dans les tensos conservés, on constate qu'elles sont souvent d'égale à égal avec les hommes. Mais les trobaïritz sont encore représentées comme étant des êtres maléfiques, des sorcières, voire l'incarnation même du diable, selon Angelica Rieger, spécialiste en littérature médiévale. Ainsi, les représentations de Na de Casteldoza, Beatritz de Dia ou Azalaïs de Porcairagues les présentent-elles dans une posture au mieux de pêcheresse repentie, au pire comme des créatures diaboliques. Pour le linguiste et philologue du xixe siècle Alfred Jeanroy, leurs œuvres sont un « choquant oubli de toute pudeur et de toute convenance », car elles parlent librement d'amour. En effet, contrairement aux troubadours qui composent pour vivre, les trobaïritz, issues de la haute société, composent pour le plaisir.
Quelques décennies plus tard, ce sont les trouveresses qui émergent, avec notamment la figure d'Aliénor d'Aquitaine, mais aussi sa petite-fille Blanche de Castille. Au total, ce sont des œuvres de huit trouveresses qui nous sont parvenues, contre deux-cent cinquante-six trouvères. On peut citer ainsi les noms d'Agnès de Navarre ou Maroie de Diergnau. On peut ainsi citer un jeu parti entre elle et Dame Margot dont le sujet est le comportement des femmes vis-à-vis d'un amant trop réservé.

### Musique populaire: jongleresses et ménestrelles
Les jongleresses et ménestrelles sont, par excellence, ce que rejette l'Église au Moyen Âge. On a ainsi une opposition entre les figures de la nonne et de la jongleresse, qui sont alors les personnifications de Dieu et de Satan. Elles sont relativement acceptées dans l'Espagne musulmane et la région occitane, où elles peuvent alors être plus sédentaires et se rattacher aux divertissements d'une cours. Elles restent cependant assimilées aux prostituées et aux courtisanes par l'Église. Malgré ce rejet, elles sont souvent représentées dans des enluminures comme dans le recueil Cantigas de Santa Maria, commandé par Alphonse X. On les y voit avec des instruments à cordes, harpes, tympanon, psaltérion, rote, guiterne, etc. instruments sur lesquels elles improvisaient et probablement composaient. Ce répertoire profane et populaire a probablement influencé le style des trobaïritz et des trouveresses. On assiste aussi à la création des guildes mixtes comprenant jongleurs et jongleresses comme dans la Confrérie de Saint-Julien, où on retrouve vingt-neuf musiciens et huit musiciennes signataires,.

### Le rôle de lacantrixdans la musique sacrée

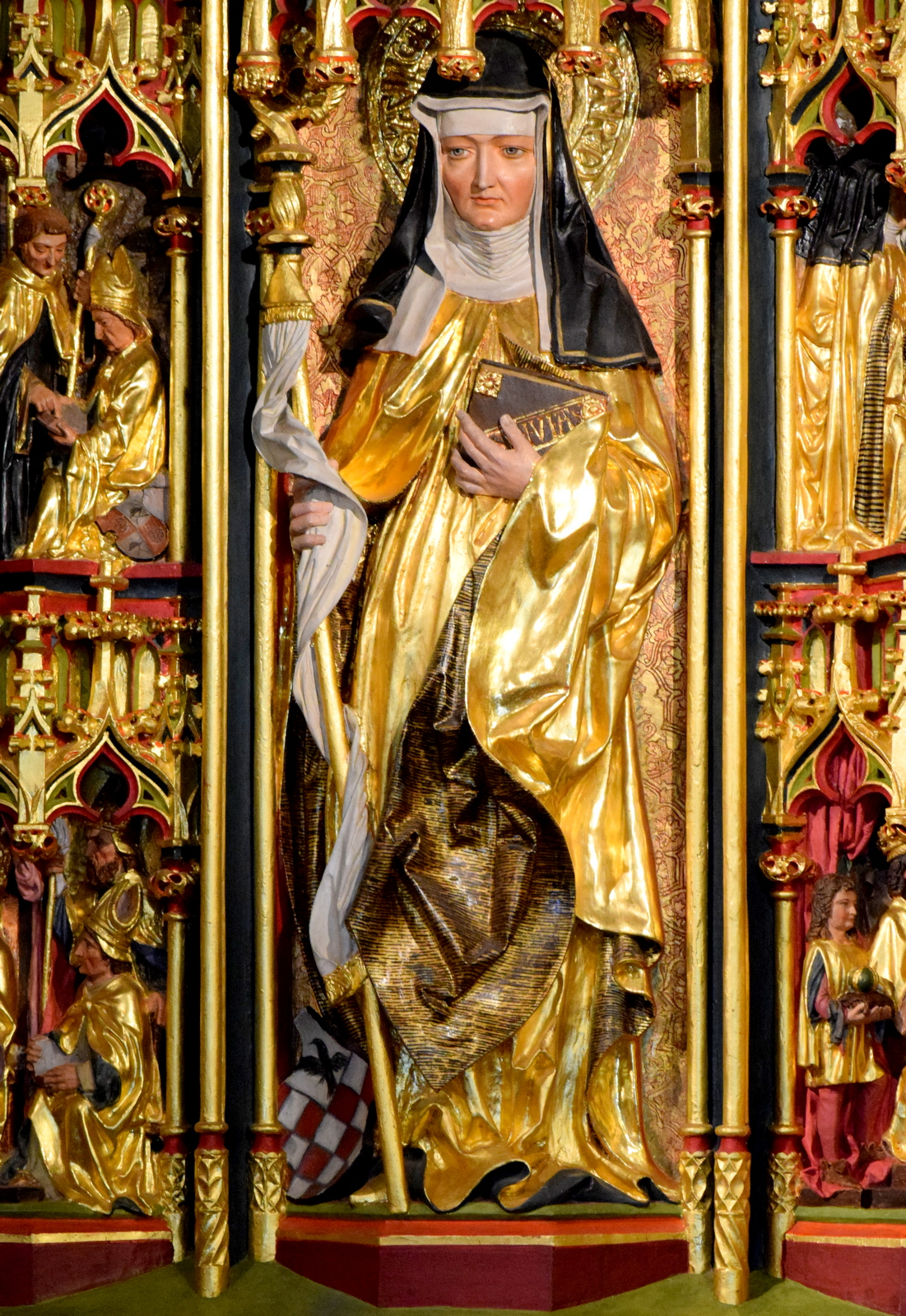
Sculpture du retable de la chapelle Saint-Roch de Bingen, Allemagne, représentant Hildegarde de Bingen.

Si Sappho et Cassienne de Constantinople sont parmi les premières compositrices connues, la première compositrice à avoir un corpus d'œuvres musicales identifiées et propres est Hildegarde de Bingen. Cependant, pour ne pas froisser les hommes de son temps, elle déclare « Quant au chant et à la mélodie, je les ai également produits et exécutés grâce à Dieu et aux saints, sans avoir reçu l'enseignement humain de qui que ce soit, et bien que je n'aie jamais appris un neume ou quelque chant que ce soit ». La compositrice déclare encore que « Dieu doit être loué avec tous les instruments de musique que les hommes sensés et ingénieux ont inventés ». Elle se dédouane ainsi de l'interdiction qui était faite aux femmes de composer de la musique. En effet, dans l'esprit de l'époque, le chant est relié à la sensualité et donc au diabolique, et les femmes musiciennes sont des séductrices associées au diable. Dans la tripartition musicale de Boèce qui sépare la musique en musica mundana, musica humana et musica instrumentalis, la pratique de la musique fait partie de la musica instrumentalis, qui est la musique la plus éloignée du divin. Cependant, le chant appartient à la musica humana, plus proche de Dieu que la musique instrumentale. Le chant fait partie du quotidien des moines et des moniales, avec une messe et huit offices quotidiens, donnant aux chanteurs et chanteuses une importance primordiale. La cantrix ou cantora a alors un rôle de haute responsabilité, puisqu'elle est chargée de choisir les chants, assurer les répétitions et gérer la bibliothèque du monastère. C'est ce rôle d'importance qui est confié à Hildegarde de Bingen, puis, après elle, à Gertrude de Helfta, Mechtilde de Hackeborn ou encore les treize cantoras du monastère de las Huelgas.

### Exclusion des femmes par la pratique polyphonique
La polyphonie se développe d'abord par l'improvisation au sein des chœurs, mais petit à petit, elle s'intègre directement aux œuvres lors de la composition. Ainsi, c'est à l'église Saint-Martial-de-Limoges au xiie siècle, puis à l'École de Notre-Dame à Paris et à l'université de Paris qu'elle se développe au début du xiiie siècle. Or, les compositrices, qui ont moins de possibilité d'accéder à la lecture des partitions et aux connaissances techniques grandissantes et nécessaires se voient petit à petit écartées de la musique à tradition écrite de cette époque. Dans le même temps les aristocrates compositeurs du fin'amor disparaissent et sont remplacés par les clercs musiciens. La présence de chœurs mixtes à partir du xive siècle montre tout de même que les femmes peuvent chanter dans les polyphonies, tout du moins dans le domaine de la musique profane. Cependant, dans le cadre religieux, des interdictions sont prononcées, comme celle de l’archevêque de Rouen Eudes Rigaud, qui interdit aux moniales de l'abbaye de Montivilliers de chanter conduits et motets ou d'interpréter des farces, montrant qu'elle pratiquaient ce genre, bien qu'on ne sache pas si les auteurs étaient des hommes ou des femmes,. Le nombre de manuscrits de chants liturgiques du xiie siècle au xve siècle montrent qu'ils contiennent entre une et sept pièces polyphoniques. Le record étant celui des moniales de la Huelgas de Burgos qui possédait cent-trente-six pièces polyphoniques et où la pratique est alors avérée,. On ne garde cependant pas de traces de polyphonies écrites par des compositrices.

## De la Renaissance au classique

### Renaissance et début de l'impression

#### Renaissance et humanisme
Baldassare Castiglione prône, dans un idéal humaniste, l'éducation des femmes à la musique. Cependant, dans la pratique, elles sont cantonnées à la musique du domaine privé, c'est-à-dire du salon et de la cour. Elles ont aussi peu de liberté dans le choix de l'instrument, qui va souvent être le luth ou le clavecin. Si, dans les témoignages contemporains de cette époque, beaucoup évoquent des jeunes filles douées pour la musique, ces dernières disparaissent entre l'âge de quinze et de vingt ans, période où elles marient et sont accaparées par les tâches conjugales. Cependant, cet idéal humaniste ne reçoit pas l'adhésion de tout le monde, comme en Allemagne, où l'enseignement musical est mal vu. Ainsi, le cardinal et poète Pietro Bembo refuse que sa file pratique un instrument. De son côté, Jean Louis Vivès souhaite préserver la chasteté des jeunes filles et leur interdit de lire Boccace. Giovanni Michele Bruto empêche totalement la pratique de la musique. D'autres auteurs comme Silvio Antoniano ou Lodovico Zacconi affirment que la musique est par essence masculine et que la pratique féminine met en danger l'ordre social. Cela n'empêche pas les femmes d'assister aux académies, tant comme auditrices que comme musiciennes. Ainsi, on retrouve en qualité de chanteuses Maddalena Casulana à l'Accademia Olimpica (it) de Vicence et Tarquinia Molza à l'Innominati de Parme . Elles sont plus rarement présentes en tant qu'instrumentistes, mais il est indéniable qu'elles font partie du public. Quelques œuvres de compositrices ont même pu être jouées dans ces académies.
La pratique de la musique par les femmes est surtout réservée à l'espace domestique, mais elle se retrouve aussi dans les couvents. Cependant, il faut être fortunée car une dot est nécessaire pour y entrer. Les femmes y pratiquent alors la polyphonie, en s'accompagnant parfois d'instruments, et le répertoire sacré peut parfois intégrer des œuvres profanes. Au couvent San Vito de Ferrare, on trouve un ensemble de nonnes qui jouent au sein d'un orchestre, dirigé par Vittoria Aleotti, comprenant cornets, trombones, violons, violes bastardes, harpes doubles, luths, cornemuses, flûtes et clavecins. Mais après le Concile de Trente, on tente d'interdire l'orgue et la polyphonie dans les couvents et les règles d'enfermement sont renforcées. Sont aussi interdites les interventions de professeurs extérieurs et l'ouverture publique des interprétations musicales. C'est ainsi que Charles Borromée fait suivre scrupuleusement ces instructions dans les couvents de la région de Milan, et que Gabriele Paleotti comme son successeur Alfonso Paleotti imposent aux moniales de chanter cachées, et uniquement de la monodie en plain-chant. Alfonso Litta, alors nouvel archevêque de Milan, rejette la pratique musicale féminine dans les années 1660. Cela n'empêche pas de nombreuses résistances. À Bologne, une querelle impose à la compositrice Lucrezia Orsina Vizzana de cesser ses activités.
Avec la contreréforme, en Allemagne, les monastères sont fermés et les musiciennes doivent appliquer leurs talents à la nouvelle doctrine religieuse. Martin Luther encourage l'éducation musicale des femmes, mais pour un usage domestique du chant religieux, ainsi que la participation au culte liturgique de l'église. Mais, contrairement aux garçons, seule la monodie leur est enseignée. De son côté, Jean Calvin favorise aussi l'enseignement de la musique pour les femmes en vue de l'interprétation des psaumes religieux.

#### Débuts de l'impression
Si le Grove laisse sous-entendre que Maddalena Casulana serait la première compositrice à avoir été éditée, il faut en réalité signaler une brève pièce de Gracia Baptista, dont la publication se retrouve dans un recueil de pièces : le Libro de cifra nueva para tecla, harpa y vihuela édité par le compositeur Luis Venegas de Henestrosa. Cette pièce, polyphonie à trois voix destinée à être chantée pendant les Vêpres du premier dimanche de l'Avent, se retrouve donc aux côtés d'œuvres de compositeurs majeurs de cette époque : Antonio de Cabezón, Cristobal de Morales, Francesco Hernandez Palero. Cette pièce précède d'une décennie les madrigaux de Maddalena Casulana. Ainsi, avec cette pièce, on constate que Gracia Baptista fait preuve d'une grande science du contrepoint de son époque. C'est onze ans plus tard, en 1568, que Maddalena Casulana publie en son nom propre son Primo libro di madrigali a quattro voci chez l'éditeur musical Girolamo Scotto. L'impression de ce livre de madrigal est lié à l'essor de l'imprimerie vénitienne. La dédicace, à Isabelle de Médicis, est une des premières preuves d'une revendication de la composition par les femmes et vis-à-vis des hommes. Les livres de madrigaux de Luca Marenzio et de Claudio Monteverdi datent respectivement de 1580 et 1587, faisant de l'édition du livre de Maddalena Casulana un pionnier de la musique madrigalesque. Ils sont contemporains de ceux de Philippe de Monte ou encore Cyprien de Rore et font partie de la première période du madrigal italien. C'est en 1570 qu'elle publie, toujours chez Girolamo Scotto, son deuxième livre de madrigaux. Ces derniers sont dédiés à Don Antonio Londono, politicien influent et mécène. Maddalena Casulana ouvre de ce fait la voie à la publication des œuvres de compositrices postérieures, souvent soutenue par leurs mécènes. Ainsi, on trouve à Ferrare le recueil de madrigaux de Vittoria Aleotti, publié chez Ricciardo Amadino en 1593. Il s'agirait de la première production féminine d'œuvre sacrée imprimée.

### Période baroque: une délivrance relative

#### Le baroque italien, un genre marqué par les femmes
Francesca Caccini est considérée comme le « chaînon manquant » de la Renaissance à l'opéra baroque italien. Elle grandit dans les cercles musicaux et artistiques de son père Giulio Caccini, qui est membre de la Camerata fiorentina, groupe artistique qui se construit autour du comte Giovanni Bardi. Giulio Caccini, comme Jacopo Peri, souhaitent passer d'une polyphonie devenue trop complexe à une ligne mélodique accompagnée, rendant le texte plus compréhensif. C'est dans ce contexte de renouveau artistique que baigne Francesca Caccini, dont le père lui donne une excellente culture générale et musicale, puisqu'elle chante, joue du luth et du clavecin, mais apprend aussi la théorie musicale et la composition. Elle crée l'Euridice de son père à Florence en 1602. En 1607, elle entre officiellement à la cour des Médicis à Florence. Elle enseigne alors le chant, participe à l'écriture de ballets tel que La mascherata delle ninfe di Senna, Il passatempo ou la musique de scène de La Tancia. Elle fonde en 1614 un ensemble vocal féminin qui se produit beaucoup à la cour. Son talent est loué par Claudio Monteverdi qui affirme qu'« à Florence, j'ai entendu la fille du Signor Giulio Caccini, qui a chanté admirablement et joué du luth, de la guitare et du clavecin ». Elle devient rapidement une musicienne accomplie, et notamment l'artiste la mieux payée de la cour des Médicis, et son talent se propage rapidement hors de Florence, jusqu'à Gênes, Milan ou Paris. Son opéra La liberazione di Ruggiero dall'isola d'Alcina est rapidement considéré comme un chef-d'œuvre. La pièce répond à une commande de Marie-Madeleine d'Autriche, dont le livret est de Ferdinando Saracinelli (it) d'après l'Orlando furioso de L'Arioste. Cette œuvre a un succès tel qu'il sera joué jusqu'en Pologne, dans une traduction de Stanislas Serafin Jagodynski. Si le rôle titre est un homme, les rôles principaux sont, eux, féminins, l'une représentant le mal, la séduction, la luxure, l'emprise et la domination, l'autre incarnant le bien avec la vertu, le courage, l'honneur et la fidélité. Francesca Caccini sait aussi habilement mêler les formes et les styles de l'époque. Ainsi, elle fait preuve d'un savoir faire allant du récitatif aux ensembles vocaux aux styles variés : madrigal, canzonette, balletti, ritournelles et intermèdes. La compositrice participe donc activement à la création de l'opéra italien naissant, avec un style et une esthétique très personnelle. Elle s'inscrit dans une lignée artistique allant de Jacopo Peri à Antonio Cesti.

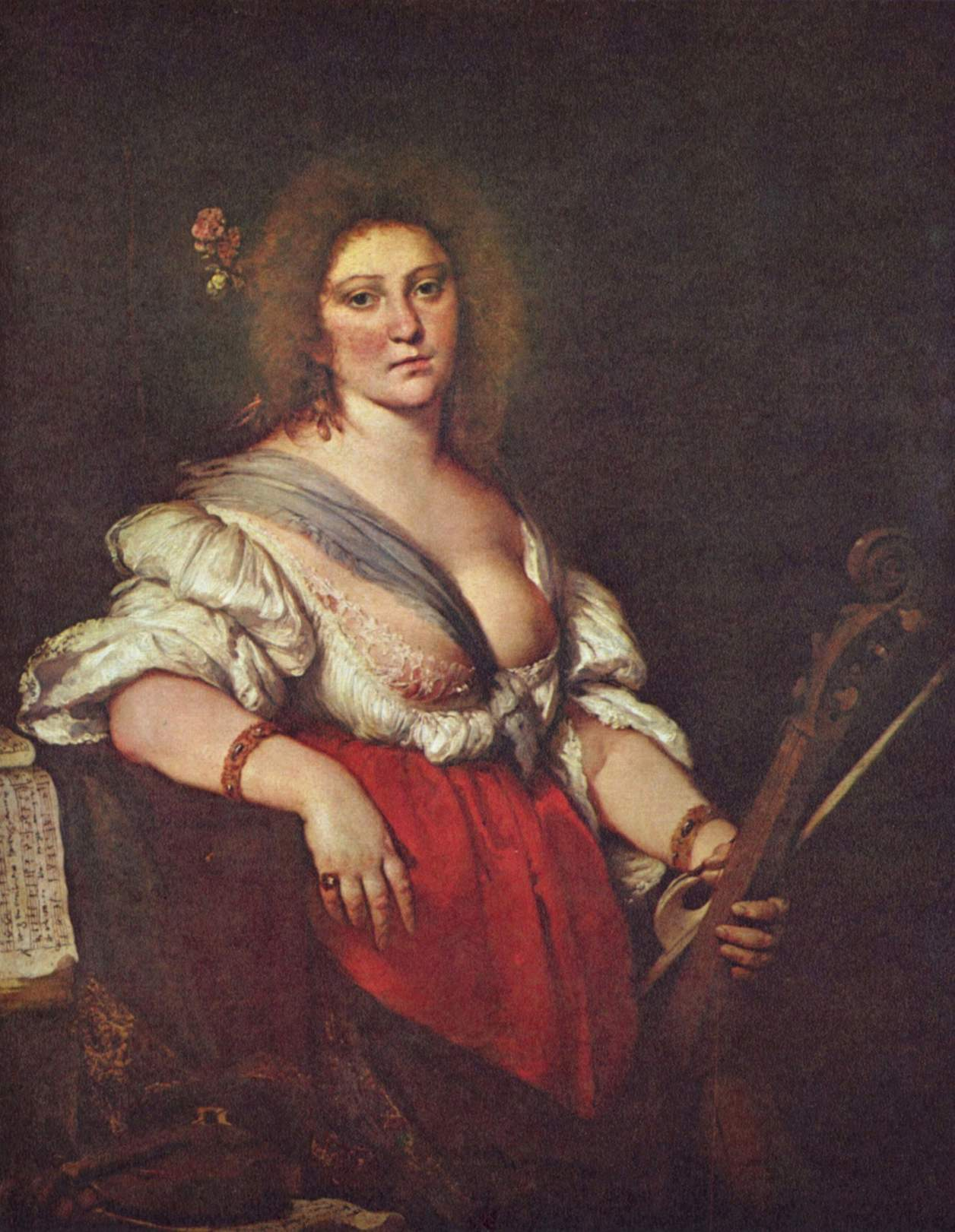
La Joueuse de viole de gambe, portrait de la compositrice Barbara Strozzi, 1630, par Bernardo Strozzi.

Cette liberté créatrice chez les femmes pendant la période baroque ne sera égalée qu'au xxe siècle et au début du xxie siècle. On découvre ou redécouvre quantité de compositrices de l'époque baroque, dont le nombre qui nous est resté dépasse la cinquantaine et dont la majorité se trouve en Italie et en France. Cependant leur production est très inférieure à celle de la production des compositeurs, certains ayant une production approchant ou dépassant le millier, comme Alessandro Scarlatti, Jean-Sébastien Bach, Georg Philipp Telemann ou Antonio Vivaldi).
Ce n'est pas par manque de talent que ce petit nombre d'œuvres de compositrices s'explique, mais par le manque de disponibilité à écrire de la musique. La plupart des compositeurs sont au service d'une cour, et leurs compositions répondent à une obligation professionnelle, souvent des commandes de leurs mécènes. Les compositrices n'ont, en revanche, pas cette chance, et leur statut est, en plus d'être au service de leur mari, celui d'une chanteuse ou d'une instrumentiste. Beaucoup de compositrices n'ont donc pu produire et publier que peu d'œuvres, comme Maria Cattarina Calegari, Claudia Rusca, Alba Trissina, Claudia Sessa, Sulpitia Cesis, Chiara Margarita Cozzolani , etc. qui, étant religieuses, ont pu produire leurs œuvres, ou encore Mlle Bosquet, Mlle Guédon de Presles, Élisabeth de Haulteterre, Françoise-Charlotte de Saint-Nectaire, etc. dont le statut d'instrumentiste leur ont permis de composer.
Certains compositeurs se retrouvent aussi avec cette problématique, comme François Richard, Étienne Moulinié, Jean-Baptiste Anet ou encore Pierre Tabart. Mais cela n'empêche pas certaines compositrices d'avoir une production très prolifique et variée, à l'image de Caterina Assandra, Barbara Strozzi, Isabella Leonarda, Antonia Bembo ou encore, en France, Élisabeth Jacquet de La Guerre et Julie Pinel[pas clair].
Par ailleurs, La représentation de la compositrice pâtit encore de la vision de « femme de mauvaise vie ». Ainsi Barbara Strozzi est représentée en peinture avec un corsage délassé et sein visible. Même de son temps, elle essuie les rumeurs sur sa vie et ses mœurs dissolus, malgré son talent musical. Pour autant, cela ne l'empêche pas d'exceller dans son travail, puisqu'en 1644, elle publie son Premier livre de madrigaux. Cela lui permet de vivre en toute indépendance. Elle devient la première compositrice professionnelle de l'histoire de la musique occidentale. Elle se fait un nom sans avoir jamais composé d'opéra, genre développé notamment par Francesca Caccini.

#### Le baroque français, une diversité malmenée
En France, des auteurs comme François Poullain de La Barre considèrent que « l'esprit n'a point de sexe », tandis que des femmes comme Marie de Gournay se placent en défenseuse de la place et des rôles des femmes dans une société pyramidale et patriarcale. Cette position poursuit la Querelle des femmes qui a débuté pendant la Renaissance. Le faste de la cour permet la production de musique profane et sacrée qui exigent la présence de chanteuse, chose que l'Église réprouvait. Cependant, dans la France du xviie siècle, la place accordée aux femmes se réduit peu à peu et finit par être définitivement effacée au xviiie siècle, quand les femmes haut placées finissent par n'avoir qu'un rôle de représentation. Dans le domaine de la musique, c'est l'opéra de Jean-Baptiste Lully, de Molière puis de Philippe Quinault qui va permettre l'éclosion des premières chanteuses d'opéra, comme Marthe Le Rochois.

### Les Ospedali vénitiens, une transition féminine
Dans l'Italie du xviiie siècle, à Venise, le silence est présent, permettant à la musique de résonner partout dans la ville[pas clair]. Il s'y trouve alors quatre ospedali, qui étaient des conservatoires dans lesquels se formaient les jeunes filles : l'Ospedale dei Mendicanti, l'Ospedale della Pietà, l'Ospedale di Santa Maria dei Derelitti et l'Ospedale degli incurabili, tous construits entre le xiie siècle et le xvie siècle. D'abord mixtes, ces ospedali deviennent petit à petit exclusivement féminins, apportant une importance croissante à l'éducation musicale. L'un des principaux soucis, notamment pour l'ospedale della Pietà, est l'impossibilité des femmes à chanter pour les offices, depuis le deuxième synode d'Auxerre en 578. Cette exception va cependant marquer beaucoup des voyageurs et voyageuses qui iront écouter les concerts des ospedale vénitien[pas clair]. Ce sera notamment le cas de l'artiste peintre Élisabeth Vigée Le Brun en 1770 qui écrit : « Je puis dire néanmoins qu'aucune musique n'égalait celle que j'ai entendue de même à Venise dans une église. Elle était exécutée par des jeunes filles, et ces chants si simples, si harmonieux, chantés par des voix si belles et si fraîches semblaient vraiment célestes ; les jeunes filles étaient placées dans des tribunes élevées et grillées ; on ne pouvait les voir, de sorte que cette musique venait du ciel, chantée par des anges ». C'est l'Ospedale della Pietà qui va surpasser, dans cette compétition, ses rivaux, notamment par la présence d'Antonio Vivaldi. Au sein de l'ospedale, le savoir se transmet aussi par les femmes, qui composent à leur tour, comme Anna dal Violin. Parmi les compositrices qui y ont grandi, on trouve Vincenta Da Ponte, Santa della Pietà, Anna Bon di Venezia et, probablement la plus connue, Maddalena Sirmen née Lombardini, admise à l'Ospedale dei Mendicanti,. Cependant, après le mariage ou l'entrée dans les ordres, la plupart retombent dans l'anonymat et disparaissent de la scène musicale.

### La période classique

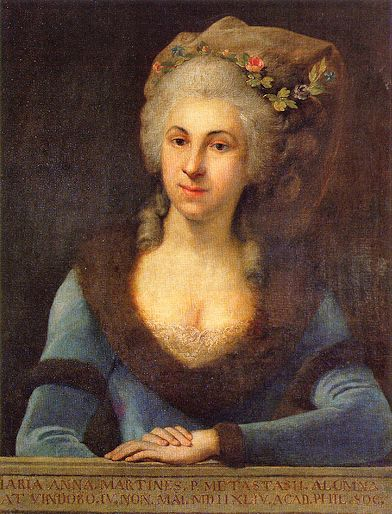
Portrait de Marianne de Martines, par Anton von Maron.

L'esprit des Lumières n'apporte pas de visibilité aux compositrices. Pendant cette courte période, les rares femmes qui accèdent à la position de compositrices viennent pour la grande majorité de familles de musiciens, comme c'est le cas pour Jeanne-Françoise Dandrieu, sœur de Jean-François Dandrieu, qui est titulaire de l'orgue de Saint-Barthélemy de Paris à la suite de la mort de son frère en 1738. Juliane Reichardt, Julie Candeille ou Lucile Grétry sont toutes filles de compositeurs. En dehors de cela, ce sont les aristocrates qui peuvent se permettre de composer de la musique, comme Wilhelmine de Bayreuth, Marie-Antoinette de Bavière, Marianne de Martines ou Hélène de Montgeroult. Cependant, elles ne peuvent pas prétendre à un exercice professionnel de la composition, ni se produire en public en dehors des cours et des salons. La place d'Hélène de Montgeroult est devenue de plus en plus importante dans la transition faite entre le classicisme et le romantisme, Jérôme Dorival, son principal biographe, allant jusqu'à dire qu'elle en est à l'origine. Elle écrit notamment la méthode Cours complet pour l'enseignement du pianoforte qui fait date au Conservatoire de Paris.

## La période romantique
Dans A Final Burning of Boats, Ethel Smyth écrit : « Cette tentation de prétendre que les femmes en musique n'existent pas, d'ignorer ou de rabaisser nos petits triomphes misérables, est un microbe qui se répand facilement, bien qu'en secret dans l'organisme masculin ». C'est ainsi que se fait, par exemple, la disparition progressive de Louise Farrenc dans le Grand Dictionnaire universel du XIXe siècle de Pierre Larousse. Dans l'édition de 1872, elle est décrite comme « compositrice, pianiste et professeur de piano française », tandis que quelques années plus tard, elle n'est plus que « professeur de piano ». La société bourgeoise du xixe siècle cantonne ainsi les femmes dans les rôles d'épouse et de mère, amenant progressivement à une quasi-disparition de la sphère publique. C'est en opposition à ce mouvement que s'organisent les luttes féministes en Europe. Ces mouvements féministes aboutissent, pour la plupart, au xxe siècle mais ils ne permettent pas alors à une très grande majorité des compositrices du xixe siècle d'être visibles. Encore à l'heure actuelles peu mises en valeur voire inconnues.

### Pays scandinaves
La Finlande est le premier pays européen à accorder le droit de vote aux femmes en 1906. En Suède, dans la deuxième moitié du xixe siècle, de nouveaux droits leur sont accordés, d'abord en matière d'égalité d'héritage, de possibilité d'enseigner, ainsi que l'accession à des postes d'importance comme l'assistance aux médecins et aux dentistes. C'est d'ailleurs par la compositrice Elfrida Andrée que l'accession aux postes des bureaux de postes et de télégraphes a été obtenu. En 1871 se forme la Société des femmes danoises, puis une décennie plus tard, l'Association norvégienne pour les droits des femmes et enfin la Société pour les enseignantes à la retraite en 1885. C'est par cette situation favorable vis-à-vis des droits des femmes que l'on trouve beaucoup de compositrices scandinaves, issues pour la plupart de familles aisées et mélomanes, pouvant exercer leur art sans difficultés.

### Au Royaume-Uni
Dans l'empire victorien, les mouvements pour les droits des femmes, avant celui des suffragettes, apparaissent, comme la Royal Society of Female Musicians (1839), la National Society for Women's Suffrage (1867). En 1869, paraît l'essai militant De l'assujettissement des femmes de John Stuart Mill, qui est en faveur de l'égalité des droits et du suffrage universel. De fait, il y a beaucoup de compositrices encore méconnues en Europe continentale, mais toutes aussi invisibilisées que leurs homologues masculins de la période entre Henry Purcell jusqu'à Edward Elgar, Gustav Holst ou Benjamin Britten.

### Dans les pays germaniques
Louise Otto-Peters écrit, au xixe siècle, « je lutterai surtout pour les femmes, pour qu'elles sortent du néant dans lequel elles se trouvent actuellement ». C'est en 1849 qu'elle crée le premier journal féministe allemand. Pour autant, dans l'Allemagne de ce siècle, les femmes n'ont quasiment aucun droit, ni éducation, ni accès au travail, encore moins d'accès au droit de vote. On y retrouve les trois K : Kinder, Kirche, Küche, qui seront repris sous la doctrine national-socialiste.

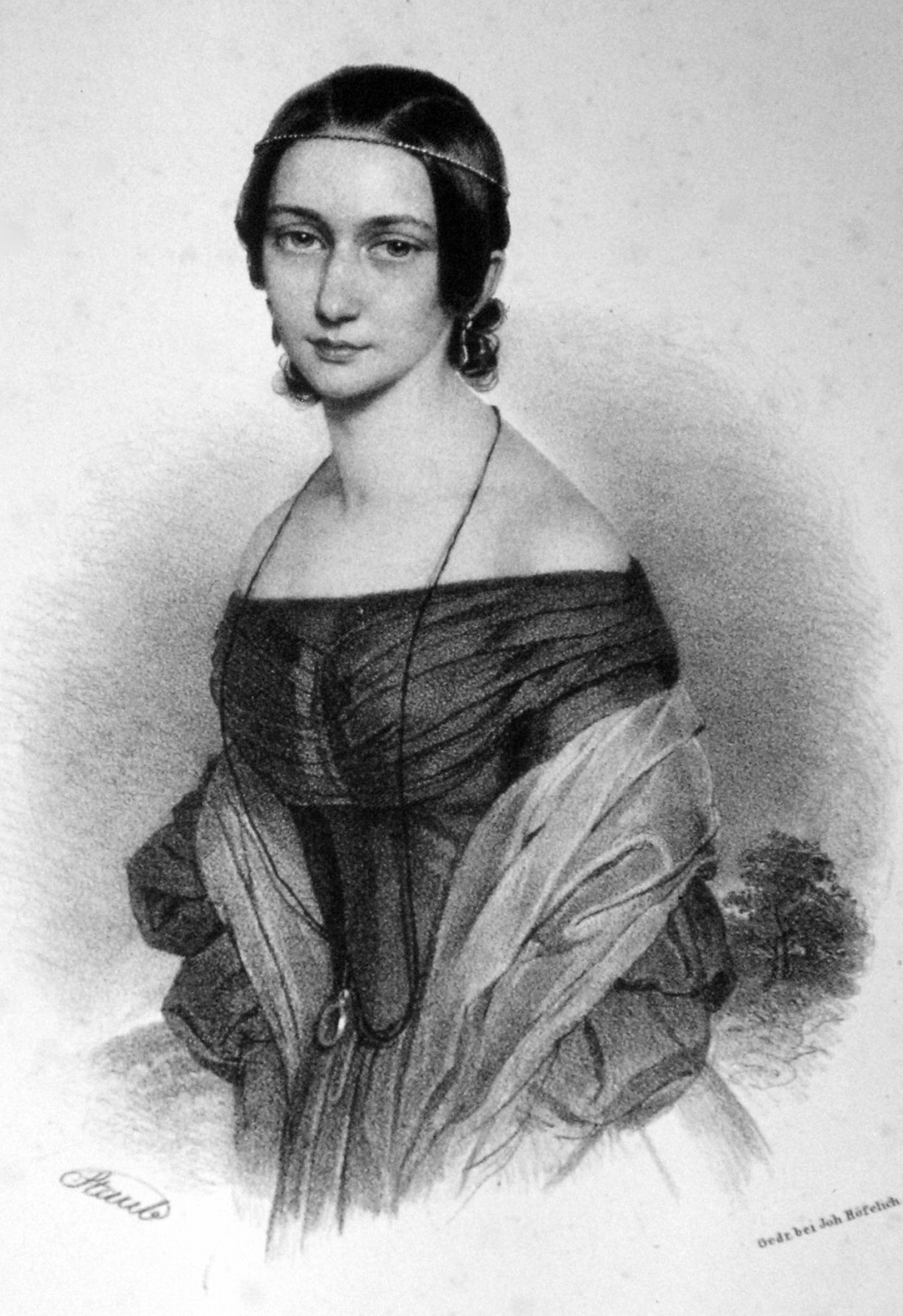
Lithographie d'un portrait de Clara Schumann en 1839.

Des compositrices comme Clara Schumann ou encore Fanny Mendelssohn sont encore qualifiées de « compositeur » dans le Baker's Biographical Dictionary of Musicians en 1995,. Les compositrices sont souvent empêchées de composer, ainsi en témoigne une lettre reçue par Fanny Mendelssohn de son père : « La musique deviendra peut-être pour lui son métier, alors que pour toi, elle doit seulement rester un agrément, mais jamais la base de ton existence et de tes actes. […] Demeure fidèle à ces sentiments et à cette ligne de conduite, ils sont féminins et seulement ce qui est féminin est un ornement pour ton sexe. », elle n'a alors que quinze ans. Si le père empêche Fanny Mendelssohn de se lancer en tant que compositrice, son fiancé puis époux Wilhelm Hensel sera l'un de ses fervents soutiens et va la pousser à composer. Petit à petit, son frère Felix Mendelssohn, qui constate que les œuvres de sa sœur plaisent plus que les siennes, s'opposent aux considérations de compositrice de Fanny Hensel. Il faut attendre la mort de son père Abraham Mendelssohn Bartholdy pour que Fanny Mendelssohn puisse enfin prendre son envol en tant que compositrice.
Du côté de Clara Schumann, c'est l'inverse : son père, opposé à Robert Schumann, pousse la jeune femme dans la direction de la composition, mais cette dernière sera ensuite empêchée par son mari. Ainsi, cette dernière écrit « mon piano est relégué au second plan encore une fois quand Robert compose. Pourvu que ce ne soit pas une régression, la composition va tout aussi mal, par moments je cognerais volontiers contre les murs ma tête stupide, je n'ai aucun talent pour la composition ». Ce qui n'empêche pas la compositrice d'avoir pourtant écrit un Concerto pour piano. Cette dernière était persuadée d'être la première compositrice de l'histoire, écrivant en 1839 dans son journal intime personnel qu'« il fut un temps où je croyais posséder un talent créateur mais je suis revenue de cette idée. Une femme ne doit pas prétendre composer. Aucune encore n'a été capable de le faire, pourquoi serai-je une exception ? Il serait arrogant de croire cela, c'est une impression que seul mon père m'a autrefois donnée ». Pour autant, son talent en tant que pianiste autant que compositrice est connu dans l'Europe entière, puisqu'à chacun de ses récitals, elle joue certaines de ses œuvres, et sa musique est vue avec un vif intérêt par le public autant que par ses pairs compositeurs. Après la mort de son mari, elle ne compose que très peu et choisi de faire passer l'héritage musical de son époux décédé avant ses propres œuvres.
Une troisième compositrice qui est malmenée dans sa carrière est Alma Mahler, dont l'époux Gustav Mahler mettra un terme à ses ambitions de compositrice. Pour elle, les rares modèles féminins restent décevants, comme avec Cécile Chaminade dont elle entend le Concertstück en do dièse mineur pour piano et orchestre et à propos de laquelle elle écrit : « Elle est la honte de la gent féminine. Si je parle d'elle c'est seulement parce qu'elle m'a réservé personnellement une amère déception. Je me disais, tiens, c'est rare d'entendre parler d'une femme compositrice, et puis en voilà une qui vient à mon secours que je ne connaissais pratiquement que de nom. Maintenant je le sais, après pareil concert, jamais, jamais, jamais une femme ne pourra rien faire de bon ». C'est pourtant par amour pour Gustav Mahler qu'elle abandonne la composition, mais cet abandon de la musique va lui apporter beaucoup de tristesse. Ce n'est qu'à partir des années 1910 que Gustav Mahler commence à considérer sa femme comme une compositrice légitime à être appelée ainsi. Mais elle a été longtemps considérée par la critique comme une femme de petite vertu, voire sans vertu, tantôt monstrueuse et manipulatrice, tantôt soumise et faible.

### En France
En 1791, Olympe de Gouges envoie à la reine Marie-Antoinette d'Autriche sa Déclaration des droits de la femme et de la citoyenne. Le féminisme évolue alors jusqu'en 1878, où se tient à Paris le Congrès international du droit des femmes, où se retrouvent plus de 600 participants et participantes de onze nationalités différentes. Dans le domaine de la musique, c'est Pauline Thys qui fonde l'Association des femmes artistes et professeurs en 1877, qui précède celle fondée en 1882 par Hortense Parent, l'Association pour l'enseignement professionnel du piano pour les femmes,. En 1911, c'est l'Union des Femmes Artistes Musiciennes qui est fondée. En parallèle, les musicographes commencent à s'intéresser aux compositrices, comme c'est le cas de François-Joseph Fétis dans sa Biographie universelle des musiciens en 1834, et dont le travail est perpétué en 1860 par la version augmentée d'Arthur Pougin. C'est aussi dans cette période, en 1847, que paraît l'article de Maurice Bourges « Des femmes-compositeurs » dans la Revue et gazette musicale de Paris. Dans cet article, il cite notamment quarante-quatre compositrices, dont dix-sept sont contemporaines, de nationalité allemande, autrichienne, française et italienne. Un autre journaliste et musicographe y réagit rapidement, Adrien de La Fage, qui propose le terme de compositrice et donne la première étude sur Francesca Caccini.

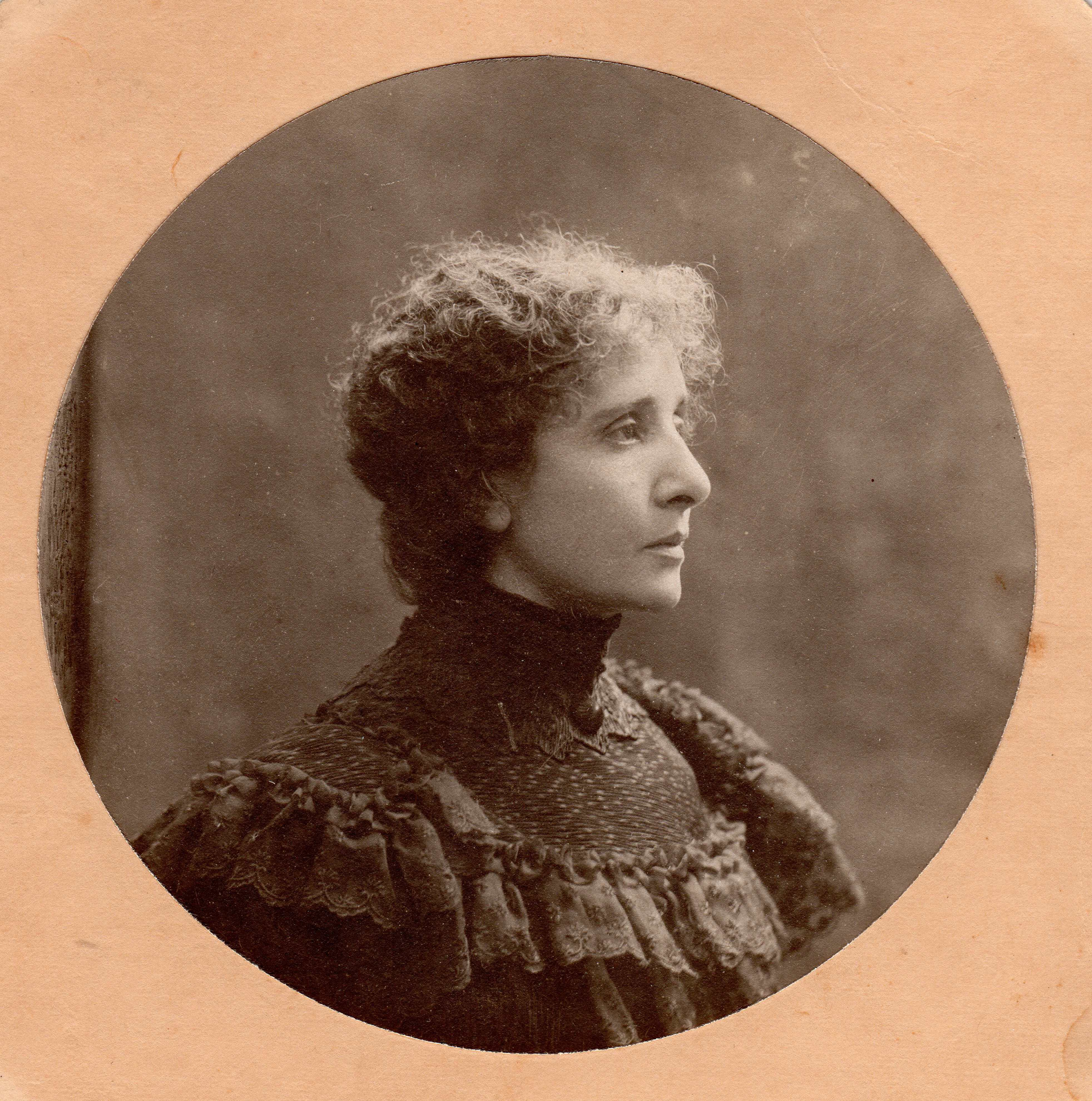
Portrait de Mel Bonis en 1901.

Au xixe siècle, les compositrices peuvent aussi compter sur quelques autres alliés dans le milieu de la musique, des professeurs de composition, des partenaires de musique de chambre, des chefs d'orchestre, des compositeurs, des librettistes, des éditeurs, des administrateurs d'institutions et des critiques musicaux. La Société nationale de musique, qui est un haut lieu de la création contemporaine du xixe siècle compte une douzaine de compositrices dont les œuvres sont régulièrement jouées. Parmi les chefs d'orchestre à jouer des œuvres de compositrices, on trouve notamment Édouard Colonne, Jules Pasdeloup, Charles Lamoureux ou encore Camille Chevillard. La presse ne faiblit pas face à l'intérêt pour les compositrices, et cela ira jusqu'à l'article publié par Marie Daubresse, qui publie sous le nom masculin de Michel Daubresse, en 1907. Cependant, les articles sont souvent négatifs sur la capacité des compositrices à écrire de la musique, et notamment de la « grande musique ». Pour autant, les notices biographiques de certaines compositrices sont importantes, comme dans le Grand Dictionnaire universel du XIXe siècle de Pierre Larousse. La musicologue Marie Bobillier publie ainsi la première étude consacrée aux compositrices, donnant les noms d'Élisabeth Jacquet de La Guerre, Hélène de Montgeroult, Louise Bertin et Louise Farrenc. L'évolution de la place des compositrices amène notamment Mel Bonis à être élue secrétaire de la Société des compositeurs de musique en 1910.
À la fin du xixe siècle commence aussi à se faire jour des « concerts compositrices », comme celui de la pianiste Marie-Aimée Roger-Miclos en 1889, qui consacre un concert entier aux œuvres de compositrices contemporaines : Pauline Viardot, Augusta Holmès, Clémence de Grandval, Cécile Chaminade, Gabrielle Ferrari, Hedwige Chrétien et Marie Renaud-Maury. Un autre concert d'œuvres de compositrices a lieu en 1896, lors de la dernière de huit matinées musicales consacrées à des compositeurs français, dans le salon d'Eugénie Vergin,.

### En Italie
C'est par Anna Maria Mozzoni que les droits des femmes évoluent dans l'Italie du xixe siècle. Cependant, les progrès ont été interrompus à partir des années 1920 et de l'accession au pouvoir de Benito Mussolini, très notoirement antiféministe.

### En Espagne
Au xviiie siècle, c'est Josefa Amar y Borbón qui publie son Discours pour défendre le talent des femmes et leur aptitude au gouvernement et autres charges où l'on emploie des hommes. Il faut attendre la fin du xixe siècle pour que les courants féministes voient le jour dans la péninsule ibérique. Sous la Seconde république espagnole, les femmes accèdent au droit à l'avortement, au divorce, au vote et à l'éducation laïque. Tous ces droits seront supprimés par Francisco Franco. La compositrice Clotilde Cerdà i Bosch arrive à La Havane pour un concert au Théâtre Tacón (en) et se lie alors à des groupes indépendantistes luttant contre l'esclavage et l'avènement d'une République haïtienne. C'est en 1883, à son retour à Barcelone, qu'elle fonde l'Académie des sciences, des arts et des offices féminins qui permet de revendiquer le droit à la profession musicale. Cette association est dissoute peu de temps plus tard, par manque de financement, selon la version officielle : en effet, le comte de Morphy, secrétaire de la reine d'Espagne, menace la compositrice à mots couverts.

### Aux États-Unis
En 1902, aux États-Unis paraît le Women Composers d'Otto Ebel, premier dictionnaire connu de compositrices, et qui sera notamment traduit en 1910 en français.

## Les compositrices auxxesiècle

### Première moitié duxxesiècle: les modernes

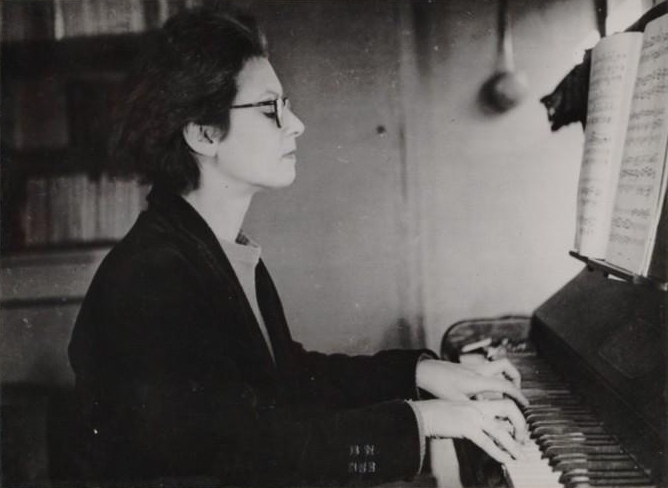
Portrait d'Elsa Barraine au piano en 1940.

Le début du xxe siècle est proche du xixe siècle : devenir une artiste majeure nécessitait de rompre avec les codes sociétaux de l'époque, et d'assumer une certaine marginalité. Dans le cas contraire, se conformer aux codes sociaux entraînait une absence de reconnaissance et empêchait la réalisation d'œuvres d'importance. Ainsi, la compositrice Agathe Backer Grøndahl regrettait, à la fin de sa vie, de ne pas avoir écrit de « grandes choses ». Encore à cette époque, être épouse et mère au foyer n'est pas compatible avec le statut de créatrice. Ainsi, s'il y a un grand potentiel de départ, certaines compositrices n'aboutissent pas à une grande œuvre en fin de vie, comme le montrent les cas de Mel Bonis et Alma Mahler. Tandis que d'autres, comme Germaine Tailleferre, doutent durant toute leur vie de leurs capacités. Pourtant, la situation évolue : en 1913, Lili Boulanger est la première femme à obtenir le prix de Rome en musique avec sa cantate Faust et Hélène. C'est à ce moment-là que la critique commence enfin à utiliser le qualificatif de génie pour une femme, et elle acquiert la considération de ses contemporains masculins comme Maurice Ravel, Gabriel Fauré ou Claude Debussy. Malgré cette réussite, des critiques, notamment fascistes, comme Jean Darnaudat, font preuve d'un sexisme d'une violence inouïe. Pour eux, une femme avec du talent est une anomalie congénitale. D'autres critiques, plus indulgents et moins sexistes, rendent compte uniquement des qualités techniques de son écriture. Mais Lili Boulanger meurt à 24 ans et, ne faisant pas l'objet d'un mythe du « génie frappé en plein vol », disparaît peu à peu des mémoires, bien qu'on s'en souvienne parfois comme de la sœur de Nadia Boulanger, ce qui relèguera sa carrière de compositrice au second rang. Être compositrice au début du xxe siècle est tout aussi difficile qu'au xixe siècle. Après Lili Boulanger, seulement neuf autres femmes ont atteint le prix de Rome en composition musicale.
Du côté des États-Unis, les femmes sont mises de côté dès le début, comme ce fut le cas pour Ruth Crawford Seeger, présente dès les débuts de la New York Musicological Society, mais qui n'a pas pu assister à la fondation officielle parce que femme. Ainsi, la musicologie n'est pas exempte de sexisme. Les musicologues du xxe siècle ont effacé la quasi-totalité des musiciennes et des compositrices des dictionnaires biographiques.
En 1929, la classe de composition de Paul Dukas au Conservatoire de Paris compte trois femmes parmi onze élèves : Claude Arrieu , Yvonne Desportes et Elsa Barraine. Leur carrière rivalise aisément avec celle de leurs homologues masculins, parmi lesquels Olivier Messiaen ou encore Maurice Duruflé. Parmi elles, Elsa Barraine va permettre une grande évolution du statut des musiciennes et des compositrices. C'est en 1941 qu'elle est exclue de son poste à la Radio et entre dans la clandestinité. Cette année-là, elle participe avec Roger Désormière et Louis Durey à la fondation du Front national des musiciens, groupe de résistance qui verra l'adhésion de Francis Poulenc, Georges Auric, Roland-Manuel, Paul Paray, Charles Munch, Irène Joaquim, et jusqu'au jeune Henri Dutilleux et sa future femme Geneviève Joy. Elsa Barraine est d'abord chargée d'animer les réunions clandestines ainsi que d'en rendre compte à Georges Dudach, mari de Charlotte Delbo. Mort en 1942, elle lui dédiera pourtant, en 1944, Avis, pour chœur d'hommes et piano, sur un texte de Paul Éluard, lui aussi entré en clandestinité. La compositrice participe aussi à la contre-propagande musicale des journaux Musiciens d'aujourd'hui et Le musicien patriote dont le but est de dénoncer la fascisation de la musique sous le régime de Vichy, de défendre la musique française, ainsi que les compositeurs juifs interdits.

### Deuxième moitié duxxesiècle: les contemporaines
Après 1968, les femmes ont gagné le droit de composer, mais aussi d'être jouées sur la scène internationale, publiées, enregistrées. La reconnaissance et la mise en avant de modèles féminins aussi légitimes que ceux masculins se fait jour. Avec la musique électronique, les compositrices n'ont plus besoin d'orchestre, ni même de sortir de chez elles, et ont donc une grande facilité compositionnelle et créatrice. À ce titre, on peut citer Daphne Oram, Laurie Spiegel, Suzanne Ciani, Delia Derbyshire, Johanna Magdalena Beyer, etc., dont les noms ont été mis en avant par le documentaire Sisters with Transitors de Lisa Rovner. Quelques compositrices s'élèvent notamment auprès du grand public, on songe ainsi à Betsy Jolas, Meredith Monk, Sofia Goubaïdoulina, Édith Canat de Chizy, voire Kaija Saariaho. À partir des années 1970, on reprend l'idée du concert compositrice, qui va valoriser les œuvres des compositrices pendant le mouvement féministe de cette décennie. Cependant, la musicologie continue d'ignorer les compositrices, notamment celles du passé : Louise Farrenc n'apparaît plus que sous le nom de son époux Aristide Farrenc dans Le Petit Larousse de 1983.

## Une progression auxxiesiècle

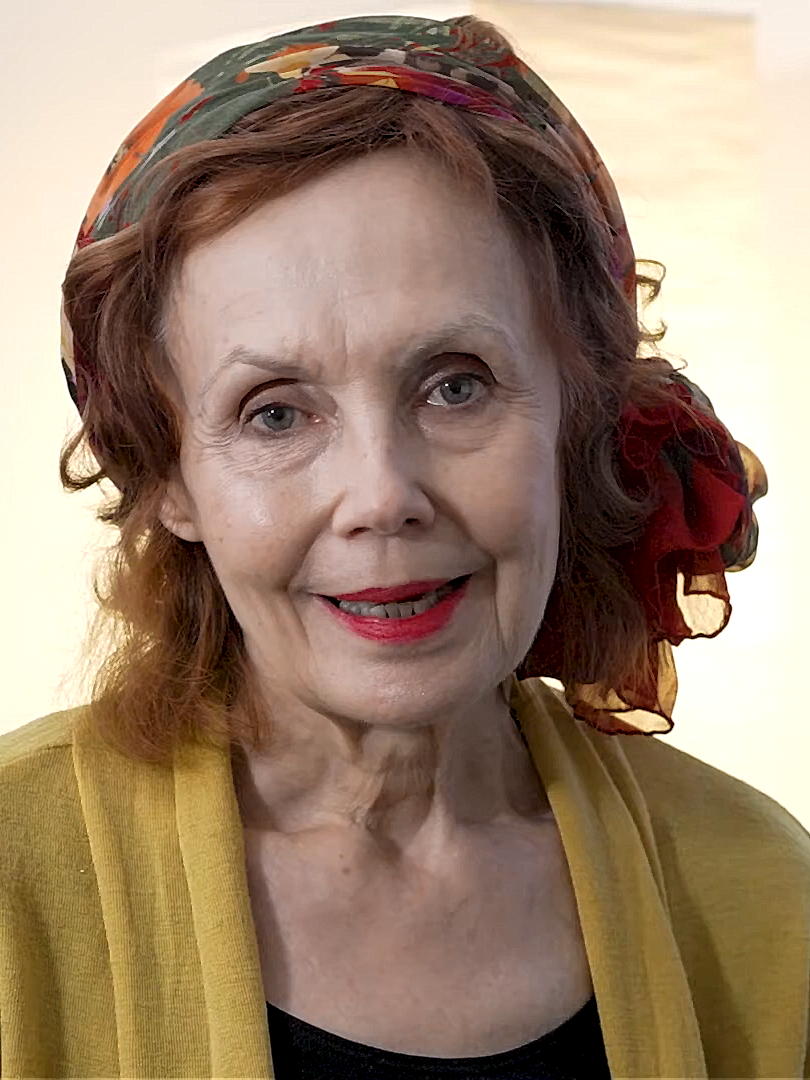
Kaija Saariaho est l'une des compositrices les plus reconnues au début du XXIe siècle.

Malgré le nombre grandissant de compositrices, elles ne représentent qu'environ 10 % de l'ensemble,. Cependant, leur situation a grandement évoluée, comme leur formation et leur statut de compositrice. Selon Geneviève Mathon : « on ne peut pas parler des compositrices comme d'une minorité opprimée, mais comme d'une minorité largement déficitaire »,. En 2025, plusieurs recensions, se voulant exhaustives, présentent des compositrices de toutes les époques et de toutes les nationalités. Ce travail est notamment porté au grand public. Ainsi, le travail de Debora Waldman, qui fait redécouvrir la Symphonie en ut dièse mineur de Charlotte Sohy n'est pas un épiphénomène. Mais il s'agit alors de faire la part des choses entre un listing des compositrices, une mise en avant de leur genre, et la reconnaissance et la valorisation des œuvres pour ce qu'elles sont, c'est-à-dire des œuvres d'art à part entière. Au xxie siècle, les compositrices sont à l'œuvre dans tous les domaines compositionnels : de la musique instrumentale à la musique à l'image en passant par l'électronique, la vidéo, le multimédia, les installations sonores, etc., et il est à espérer que leurs noms puissent s'inscrire durablement dans l'histoire de la musique. Du côté de l'acceptation par les institutions, il faut attendre 2005 pour qu'une compositrice, Édith Canat de Chizy accède à l'Académie des beaux-arts.

## Considération sociale des compositrices
Jacques Amblard, dans Compositrices, l'égalité en actes, parle notamment de deux boucliers : le premier serait celui permettant aux compositrices la production de leurs œuvres, le second, celui de la pérennisation. Si le xxie siècle a permis de voir des reconnaissances internationales comme celle de la compositrice Kaija Saariaho, dont l'opéra L'Amour de loin est reconnu comme une création majeure,, cela n'a pas toujours été le cas. Pour Amblard, la conquête des droits des compositrices a été en dent de scie depuis l'Antiquité jusqu'à nos jours. De fait, entre Sappho et Cassienne de Constantinople, il y a une énorme lacune des compositrices. C'est l'idée du génie qui sauve les compositrices jusqu'à la Renaissance, mais aussi le statut d'aristocrate pour les trobaïritz. Selon la journaliste Aliette de Laleu, les faits donnent raison à la présence des femmes dans la musique, et notamment des compositrices, malgré les différentes barrières qui leur ont été mises. Mais la dépression des compositrices au xxe siècle est, en grande partie due aux première et seconde Guerre Mondiale. C'est cette crise qui a entraîné notamment une chute de la programmation des compositrices dans les orchestres. Pour la journaliste, c'est la nouvelle génération qui, en ayant entendu parler des compositrices, sera la plus à même de lutter contre les discriminations et de revaloriser le matrimoine musical.